# Mud March (Suffragetten)

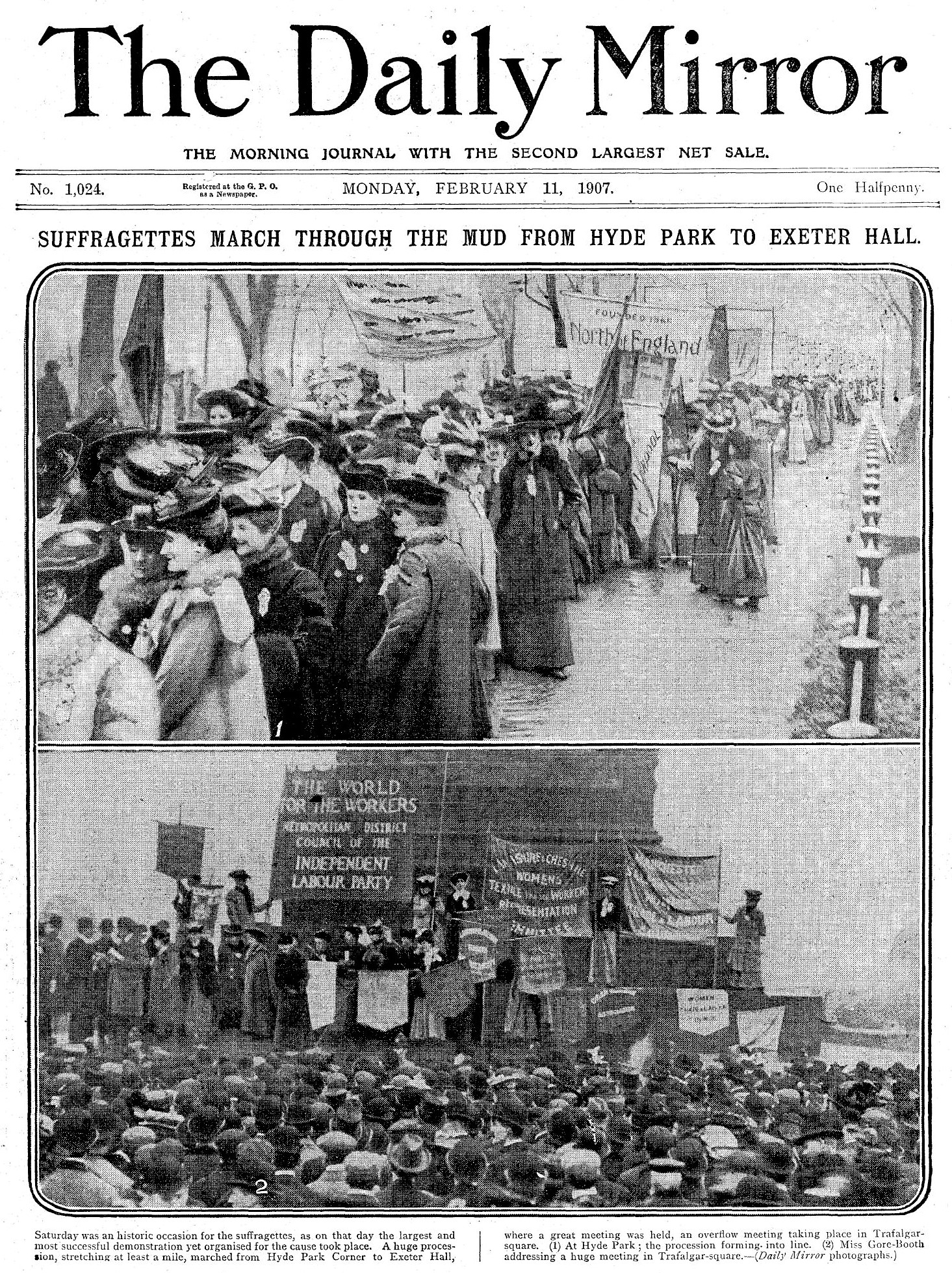
Titelseite des Daily Mirror vom 11. Februar 1907 mit dem Bericht über den „Mud March“

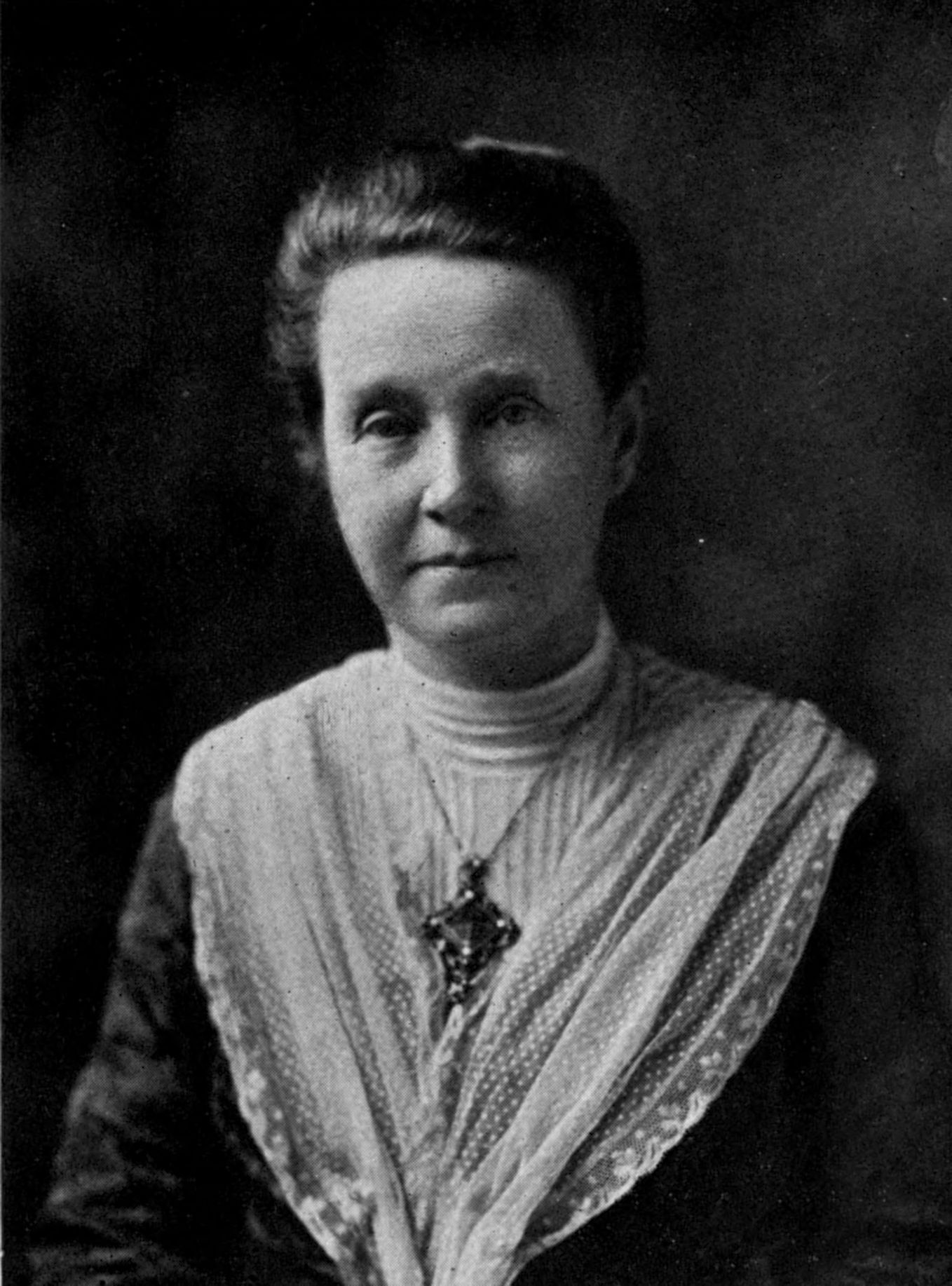
Millicent Fawcett (NUWSS)

Die United Procession of Women von 1907, auch als Mud March bekannt, war eine friedliche Demonstration am 9. Februar in London, die von der National Union of Women’s Suffrage Societies (NUWSS) organisiert wurde und bei der mehr als dreitausend Frauen vom Hyde Park zum Strand marschierten, um das Frauenwahlrecht zu propagieren und eine Versammlung in der Exeter Hall abzuhalten. Frauen aus allen Schichten nahmen an dieser größten öffentlichen Kundgebung für das Frauenwahlrecht teil, die es bis dahin im Vereinigten Königreich (UK) gegeben hatte. Die „United Procession“ bekam den Namen „Mud March“ wegen des Wetters; denn bei schwerem Regen waren die Demonstranten am Ende durchnässt und mit Schlamm bespritzt.
Der Marsch verfehlte sein Ziel, unmittelbar das Parlament zu beeinflussen. Er hatte aber eine beträchtliche Auswirkung auf die öffentliche Bekanntheit und die zukünftige Taktik der Frauenwahlrechtsbewegung. Demonstrationszüge wurden wichtige Elemente der Wahlrechtskampagnen. Sie zeigten auch, dass Frauen aus allen Gesellschaftsschichten über alle sozialen Unterschiede hinweg den Kampf um das Wahlrecht unterstützten.

## Vorgeschichte

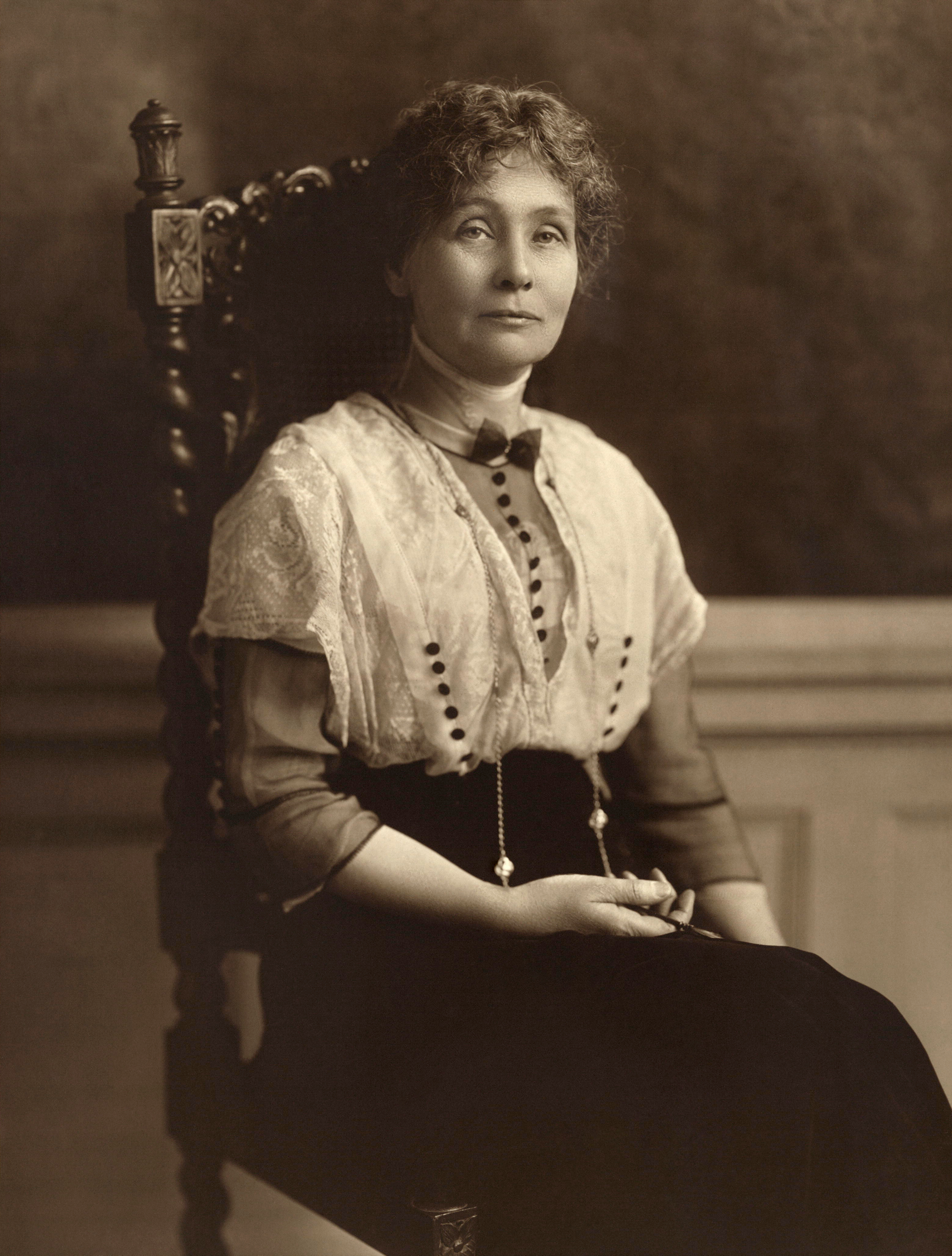
Emmeline Pankhurst (WSPU)

Die Befürworterinnen des Frauenwahlrechts waren 1907 im Vereinigten Königreich in zwei wesentliche Bewegungen gespalten, in die „Suffragistinnen“, die verfassungsmäßige Methoden anwenden wollten, und in jene, die mehr für unmittelbare Aktionen plädierten und die später „Suffragetten“ genannt wurden. Seit Oktober 1897 gab es die von Millicent Fawcett geführte National Union of Women’s Suffrage Societies (NUWSS), die die führende Organisation mit konstitutioneller Ausrichtung war und sich mit sympathisierenden Abgeordneten verbünden wollte, um ihr Ziel zu erreichen. Ab 1903 existierte die von Emmeline Pankhurst begründete und geformte Women's Social and Political Union (WSPU), also die Suffragetten, die eher öffentliches Aufsehen erregen, sich mit den Volksvertretern anlegen wollten, Gewalt gegen Sachen befürworteten und lieber demonstrativ ins Gefängnis gingen als eine Strafe für ihre Vergehen (wie Einwerfen von Fensterscheiben) zu bezahlen.
1907 war die Beziehung dieser zwei Bewegungen noch herzlich und freundlich, da die Suffragetten noch nicht mit der Zerstörung fremden Eigentums begonnen hatten. Als elf Suffragetten im Oktober 1906 nach einer Protestaktion in der Lobby des Unterhauses eingesperrt wurden, unterstützten Fawcett und die NUWSS diese.
Einen Monat nach dem überwältigenden Sieg der Liberalen Partei unter Henry Campbell-Bannerman bei der Britischen Unterhauswahl von 1906 hielten die Suffragetten der WSPU einen erfolgreichen Demonstrationsmarsch mit 300 bis 400 Frauen in London ab, weil der Premierminister eine Gesetzesinitiative für das Frauenwahlrecht für nicht realistisch erklärt hatte. Um zu zeigen, dass es weitere Unterstützung für ein Wahlrechtsgesetz gab, wurde von der „Central Society for Women's Suffrage“ im November 1906 vorgeschlagen, eine große Demonstration in London zu veranstalten, die mit der Eröffnung des Parlaments im Februar zusammenfallen würde. Die NUWSS und andere Gruppen riefen ihre Mitglieder zur Beteiligung auf. Das Ereignis zog viel öffentliches Interesse auf sich und wurde auch von der Presse freundlich unterstützt.

## Demonstration in Regen und Schlamm

### Organisation

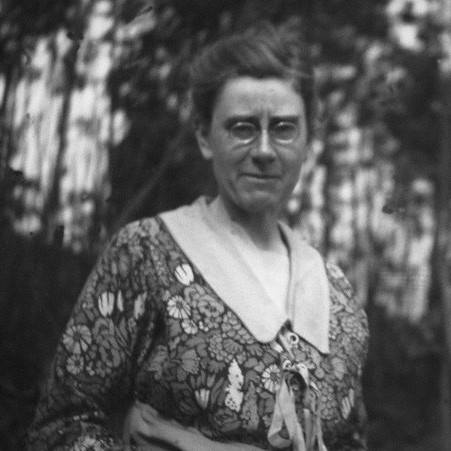
Pippa Strachey, die Organisatorin des Demonstrationszugs

Die Organisation der „Prozession der Frauen“ war Pippa Strachey übertragen worden. Obwohl sie darin unerfahren war, führte sie die Aufgabe so erfolgreich durch, dass sie auch später die Verantwortung für die Planung aller großen Märsche der NUWSS übertragen bekam.
Regionale Frauenrechtsgesellschaften und andere Organisationen wurden zur Teilnahme an der Großdemonstration eingeladen. Man bemühte sich, alle politischen Uneinigkeiten und Empfindlichkeiten zu beschwichtigen, damit auch alle Gruppen kommen würden. Rund vierzig Organisationen aus dem ganzen Land nahmen daran teil. Der Marsch sollte am Hyde Park beginnen und über Piccadilly zur „Exeter Hall“, einer großen Versammlungshalle am „Strand“, führen. Eine zweite Zusammenkunft im Freien war für den Trafalgar Square geplant. Mitglieder der „Artists' Suffrage League“ produzierten Plakate und Postkarten dafür.

### Demonstrationszug am 9. Februar

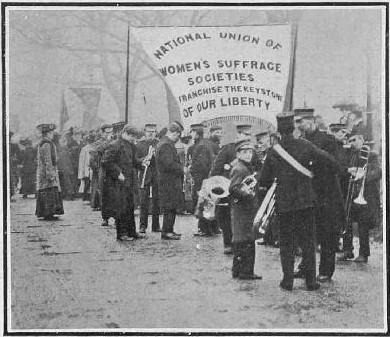
Die Kapelle mit einem Banner

Am Morgen des 9. Februars kam eine große Anzahl von Frauen am Ausgangspunkt des Marsches zusammen, dem Wellington Arch nahe der Hyde Park Corner. Zwischen drei- und viertausend Frauen versammelten sich, Frauen jeden Alters und aus allen Gesellschaftsschichten, bei scheußlichem Wetter mit Dauerregen. Fawcett schrieb, dass „Schlamm, Schlamm, Schlamm“ das wichtigste Kennzeichen dieses Tages gewesen sei. Neben adeligen Demonstrantinnen gab es eine Reihe von berufstätigen Frauen, Ärztinnen, Schullehrerinnen, Künstlerinnen und große Kontingente von Arbeiterinnen aus nördlichen und anderen Provinzstädten. Sie marschierten unter Bannern, die ihre unterschiedlichen Berufe hervorhoben: beispielsweise Flechterinnen, Zigarrenmacherinnen, Arbeiterinnen der Tonpfeifenherstellung, Hemdenmacherinnen und Maschinenweberinnen.
Obwohl die WSPU nicht offiziell vertreten war, nahmen viele ihrer Mitglieder daran teil, auch Christabel Pankhurst, Emmeline Pethick-Lawrence, Annie Kenney, Anne Cobden-Sanderson, Nellie Martel, Edith How-Martyn, Flora Drummond, Charlotte Despard und Gertrude Ansell. Gemäß der Historikerin Diane Atkinson war es üblich, zu beiden Organisationen zu gehören, gegenseitig an den Veranstaltungen teilzunehmen und die Abzeichen beider Vereine zu tragen.

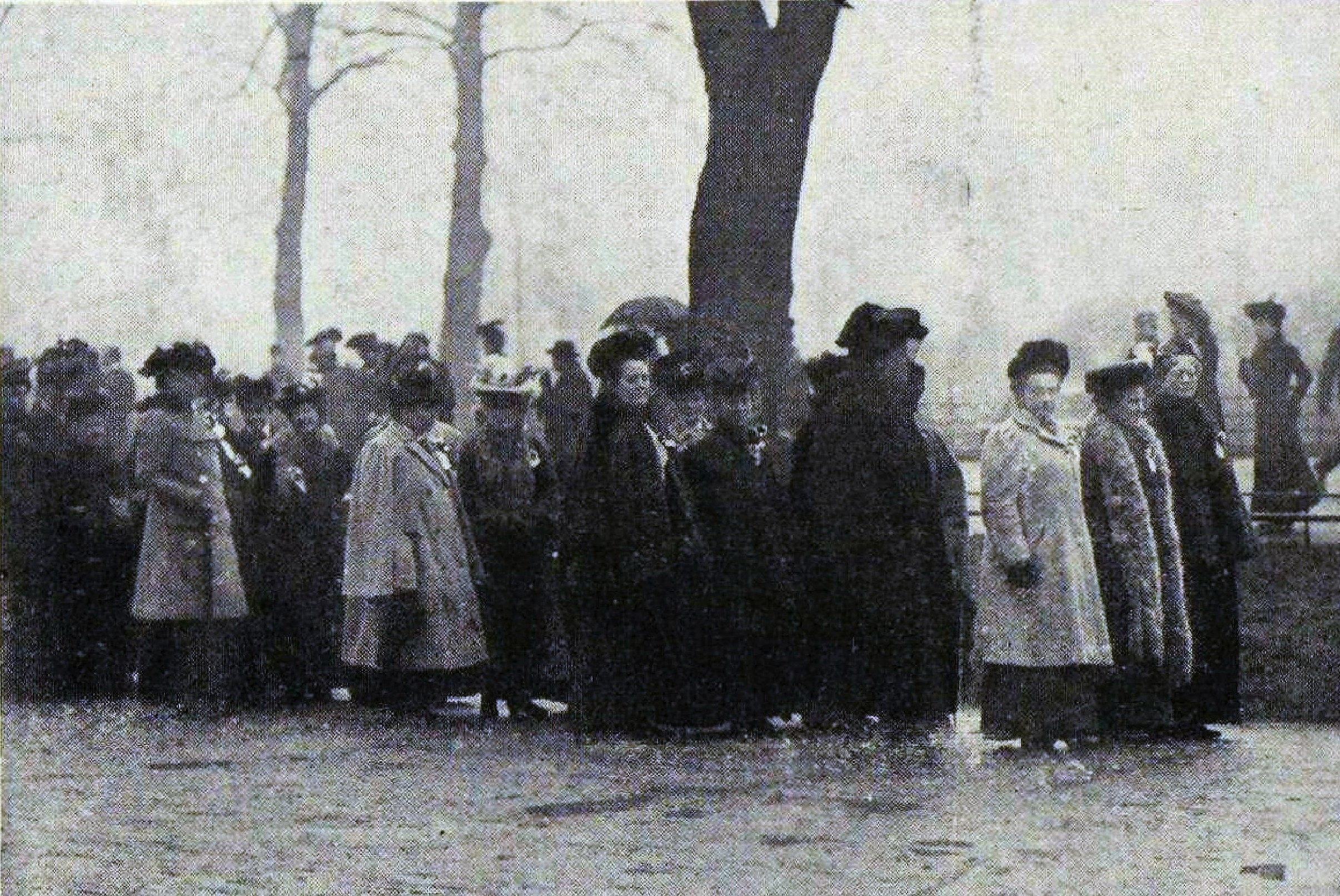
Der Kopf des Demonstrationszuges

Um 14:30 Uhr hatte der Demonstrationszug sich weit hinein in die „Rotton Row“ des Parks aufgestellt. Im strömenden Regen ging es los, mit einer Blaskapelle vorneweg und mit Lady Frances Balfour, Millicent Fawcett and Lady Jane Strachey at an der Spitze der Marschkolonne. Dem Zug folgte eine lange Reihe von Kutschen und Automobilen, von denen viele die Buchstaben „WS“, rote und weiße Banner und Sträuße von roten und weißen Blumen trugen. Trotz des Wetters drängten sich Tausende von Neugierigen auf den Gehsteigen, um das neuartige Spektakel zu sehen, bei welchem respektable Frauen in den Straßen demonstrierten. Die Reaktion der Zuschauer war natürlich recht unterschiedlich, je nachdem, welchem Stand und welcher Gesellschaftsschicht sie angehörten.

### Kundgebungen

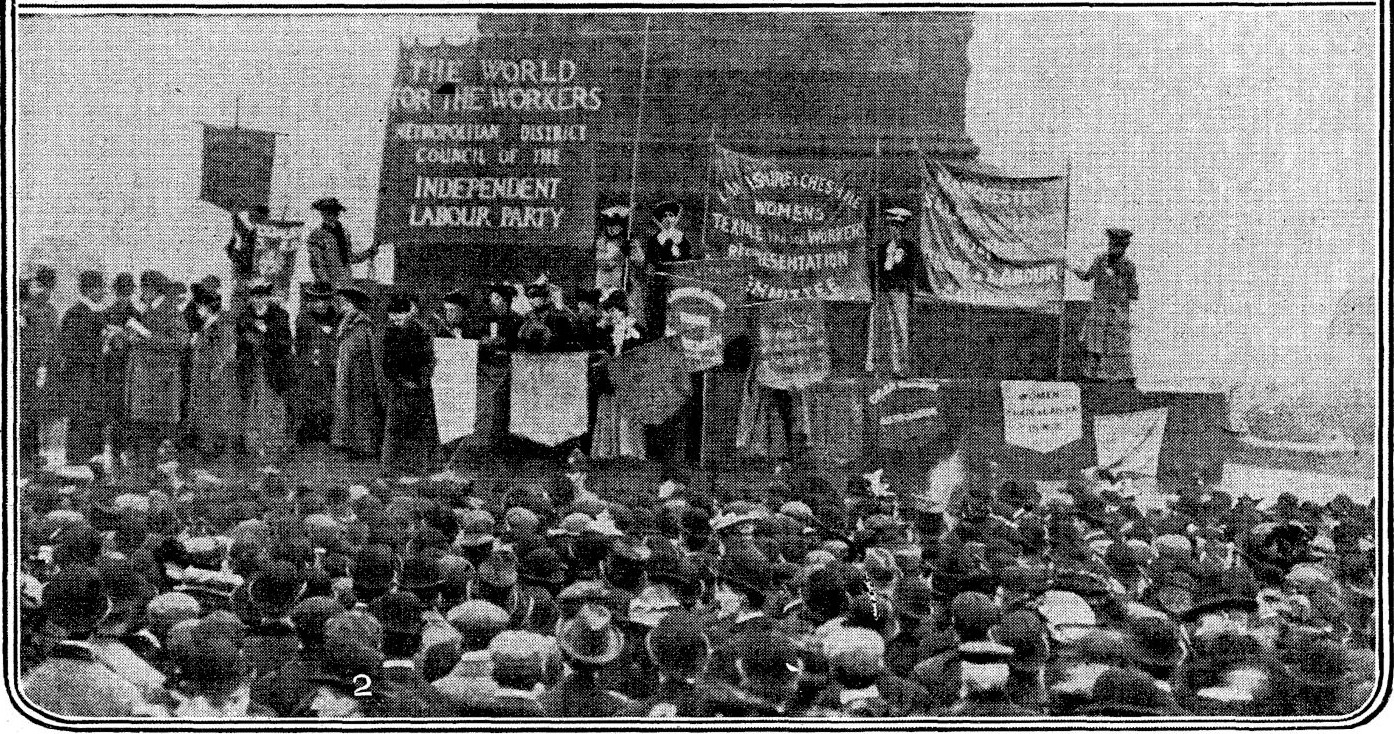
Die Zusammenkunft am Fuße der Nelsonsäule am Trafalgar Square

Beim Erreichen des Trafalgar Squares teilte sich der Zug: Vertreter der nördlichen Industriestädte machten Halt für eine Freiluft-Veranstaltung an der Nelsonsäule, die vom „Northern Franchise Demonstration Committee“ vorbereitet worden war. Der Hauptzug setzte den Marsch bis zur Exeter Hall fort, denn dort sollte eine Versammlung unter dem Vorsitz des liberalen Politikers Walter McLaren stattfinden, dessen Frau, Eva McLaren, auch eine der geplanten Rednerinnen war.
Keir Hardie, der Führer der Labour Party teilte der Versammlung mit (unter dem Zischen von mehreren liberalen Frauen auf der Rednerbühne), falls die Frauen das Wahlrecht gewinnen würden, würden sie es der „Kampfbrigade der Suffragetten“ verdanken. Er befürwortete nachhaltig die Resolution der Versammlung, die auch verabschiedet wurde, dass nämlich den Frauen das Wahlrecht auf derselben Grundlage wie den Männern gegeben werden solle und er verlangte eine Gesetzesvorlage in der laufenden Sitzungsperiode des Parlaments.
Bei der Versammlung am Trafalgar Square referierte Eva Gore-Booth, gemäß dem Bericht in der Zeitung The Observer, über die "alienation of the Labour Party through the action of a certain section in the suffrage movement" (deutsch: „die Entfremdung der Labour Party durch die Aktion einer bestimmten Sektion der Frauenwahrechtsbewegung“) und bat die Party "not to punish the millions of women workers" (deutsch: „nicht die Millionen Arbeiterinnen zu bestrafen“) wegen der Aktion einer kleinen Minderheit. Als Hardie von der Exeter Hall zurückkam, drückte er die Hoffnung aus, dass „no working man bring discredit on the class to which he belonged by denying to women those political rights which their fathers had won for them“ (deutsch: „kein Arbeiter seiner Klasse Schande bringen sollte, indem der den Frauen die politischen Rechte absprach, welche ihre Väter für sie gewonnen hätten“).

## Auswirkungen

### Misserfolg im Parlament
Das Ereignis zog viel Publikumsinteresse auf sich und hatte eine breite und freundliche Presseberichterstattung. Aber als der Gesetzesvorschlag – eingebracht von Willoughby Dickinson – im folgenden Monat vorgelegt wurde, wurde er mit Hilfe von Filibuster-Reden „talked out“ (dt.: hinweggeredet), ohne dass es zur Abstimmung darüber gekommen wäre.

### Presseecho
Wie ein Kommentator bemerkte, gab die Zeitungsberichterstattung der Frauenbewegung in einer Woche mehr Publizität als sie in den vergangenen fünfzig Jahren erhalten hatte.
So warnte The Observer in seinem Aufmacherartikel, dass „the vital civic duty and natural function of women ... is the healthy propagation of race“, and that the aim of the movement was „nothing less than complete sex emancipation“.
(deutsch: „dass die vitale bürgerliche Pflicht und natürliche Funktion der Frauen ... die gesunde Fortpflanzung der menschlichen Rasse sei“ und dass das Ziel der Bewegung „nichts weniger sei als die vollständige Emanzipation des weiblichen Geschlechts“.)
Am Tag nach dem Demonstrationszug im gleichen Artikel stellte der „Observer“ auch weitblickend fest:
„The right of women not only to vote, but to enter public life on equal conditions with men. It is a physical problem before all things, and an economic problem of great complexity and difficulty. ... It is the fact that woman are not educated to take any rational interest in politics, history, economics, science, philosophy or the serious side of life, which they, as the embodiment of the lighter side, are brought up, and have been brought up since the days of Edenic beginnings, to consider as the privilege and property of the stronger sex. The small section of women who desire the vote completely ignore the educational feature of the whole question, as they do the natural laws of physical force and the teachings of history about men and Government.“
(deutsch: „Das Recht der Frauen, nicht nur zu wählen, sondern auch ins öffentliche Leben unter gleichen Bedingungen wie die Männer einzutreten. Es ist zuallererst ein physisches Problem und ein sehr komplexes und schwieriges. ... Es ist eine Tatsache, dass Frauen nicht dazu erzogen sind, irgendein vernünftiges Interesse an Politik, Geschichte, Wirtschaft, Wissenschaften, Philosophie oder den ernsten Seiten des Lebens zu haben, was sie alles als das Vorrecht und den Besitz des stärkeren Geschlechts betrachten, da sie als die Verkörperung der leichteren Seite des Lebens aufgezogen werden und dies seit dem Beginn der Menschheit so gehalten wurde. Die kleine Gruppe von Frauen, die das Wahlrecht begehren, ignoriert vollständig das Bildungs- und Erziehungsproblem der ganzen Frage, so wie sie es mit dem natürlichen Gesetz der physischen Kraft und den Lehren der Geschichte über Männer und Herrschaft tut.“)

### Nachwirkungen
Der Demonstrationszug beeinflusste zwar den unmittelbaren Gesetzgebungsprozess nicht, er hatte jedoch einen beträchtlichen Einfluss auf das öffentliche Bewusstsein und auf die zukünftigen Taktiken der Frauenbewegung. Große, friedliche, öffentliche Demonstrationen, die zuvor noch nie versucht worden waren, wurden Standardmittel der Wahlrechtskampagne; am 21. Juni 1908 nahmen bis zu einer halben Million Leute am Women’s Sunday, einer WSPU Kundgebung im Hyde Park teil. Diese Demonstrationszüge zeigten, dass der Kampf für das Frauenwahlrecht die Unterstützung von Frauen aus jeder Gesellschaftsschicht bekam, die trotz ihrer gesellschaftlichen Unterschiede fähig waren, sich für eine gemeinsame Sache zusammenzuschließen und zusammenzuarbeiten.
Die Taktiken der Verfassungsmäßigen rückten sie durch das Aufgreifen dieses Aktivismus näher an die der WSPU heran, zumindest wenn es um die gewaltlosen Aktivitäten ging. In ihrer 1988er Studie der Wahlrechtskampagne beobachtet Tickner, dass „modest and uncertain as it was by subsequent standards, [the march] established the precedent of large-scale processions, carefully ordered and publicised, accompanied by banners, bands and the colours of the participant societies.“ (deutsch: „so bescheiden und unbestimmt wie er im Vergleich zu späteren Standards war, setzte [der Marsch] ein Musterbeispiel für Demonstrationen im großen Stil, die sorgfältig geleitet und öffentlich bekannt gemacht wurden, die von Bannern, Kapellen und den Farben der teilnehmenden Verbänden begleitet wurden.“)
Von 1907 bis zum Beginn des Ersten Weltkriegs hielten die NUWSS und die Suffragetten mehrere friedliche Demonstrationen ab. Am 13. Juni 1908 nahmen über 10.000 Frauen in London an einem Zug teil, der von der NUWSS organisiert wurde, und am 21. Juni des gleichen Jahres fand der schon oben erwähnte Women's Sunday im Hyde Park statt. Während des Sternmarsches der Great Pilgrimage der NUWSS vom April 1913 marschierten Frauen aus allen Teilen des Landes nach London, um an einer Massenveranstaltung im Hyde Park teilzunehmen, und 50.000 waren dort dabei.
Der Misserfolg des Vorschlags zum Wahlrechtsgesetz brachte einen Wandel in der Strategie der NUWSS mit sich; der Verband begann direkt bei Nachwahlen einzugreifen, und zwar zugunsten des Kandidaten jedweder Partei, der öffentlich das Frauenwahlrecht unterstützte. 1907 unterstützte die NUWSS die Konservativen im Wahlbezirk „Hexham“ und die Labour Party in Bereich von „Jarrow“. Wo kein passender Kandidat verfügbar war, nutzten sie die Nachwahl zur Werbung. Diese Taktik hatte in den Augen der NUWSS genügend Erfolg, so dass sie entschied, sie würde in allen Nachwahlen auch in Zukunft mitkämpfen. Und zwischen 1907 und 1909 waren sie an 31 Nachwahlen beteiligt.

## Glasfenster
Der „Mud March“ ist auf dem Fenster Nr. 4 der „Stained-glass Dearsley Windows“ in der „St Stephen's Hall“ des Palastes von Westminster dargestellt. Das Fenster enthält Sektionen, die unter anderem die Bildung der NUWSS, WSPU und Women's Freedom League, die Great Pilgrimage der NUWSS, die Zwangsernährung der Suffragetten, den Cat and Mouse Act und den Tod (1913) von Emily Davison darstellen. Das Fenster wurde 2002 als ein Denkmal für den langen und schließlich erfolgreichen Kampf für das Frauenwahlrecht installiert.